# Symbrenthia galepsus
Symbrenthia galepsus är en fjärilsart som beskrevs av Hans Fruhstorfer 1907. Symbrenthia galepsus ingår i släktet Symbrenthia och familjen praktfjärilar. Inga underarter finns listade i Catalogue of Life.